# Ровдіно (Архангельська область)
Ровдіно (рос. Ровдино) — село в Шенкурському районі Архангельської області Російської Федерації.
Населення становить 1021 особу. Входить до складу муніципального утворення Ровдинське муніципальне утворення.

## Історія
Від 1937 року належить до Архангельської області.
Від 2004 року належить до муніципального утворення Ровдинське муніципальне утворення.

## Населення
| 2002 | 2010 | 2012  |
| ---- | ---- | ----- |
| 1058 | ↘976 | ↗1021 |